# Kreepen
Kreepen ist gemeinsam mit Brammer eine der 17 Ortschaften der Gemeinde Kirchlinteln im Landkreis Verden im Land Niedersachsen. Kreepen und Brammer haben 187 Einwohner (Stand Mai 2009).

## Geografie
Kreepen bildet mit dem etwas kleineren Nachbarort Brammer eine Dorfgemeinschaft. Beide nur etwa einen Kilometer voneinander entfernten Orte nutzen gemeinsam den zwischen ihnen gelegenen Friedhof, der seit 1942 besteht.
Noch heute prägen die alten Eichenbestände das Ortsbild. Großzügige Hofanlagen mit altem Kopfsteinpflaster stehen neben schmucken Einfamilienhäusern.
Die Kreisstraße K18 führt von Kirchlinteln kommend durch die Dörfer.

## Geschichte
Die wahrscheinlich erste urkundliche Erwähnung von Kreepen fußt auf einem Güterregister des Bischofs Nikolaus aus dem Jahre 1320. Hier werden genannt: 'Benige-Bostellde' (Bendingbostel), 'Berndeß-Heinße' (Heins) und 'Cregenhob' (vermutlich Kreepen). Über das verschwundene Nachbardorf Huckfelde liegen Urkunden aus den Jahren ab 1385 vor. Als Huckfelde im 15. Jahrhundert aufgegeben wurde, teilten sich die Ortschaften 'Kreipen' und 'Brommer' die Ländereien unter sich auf. Während Brammer bereits 1540 seinen heutigen Namen erhielt, wandelte sich der Name Kreepen weiter über die Generationen. Erst um 1900 bekam Kreepen sein zweites 'e'.
1912 bekamen die Dörfer elektrischen Strom. Erst in den 1950er Jahren wurde die Dorfstraße mit einer Asphaltdecke versehen. Bis 1962 unterhielt die Kleingemeinde auch ein eigenes Schulhaus. Dies ist mittlerweile Privathaus, jedoch wird der alte Schulhof von der Jugend als 'Bolzplatz' genutzt.
Bis zur Gemeindereform im Jahre 1972 und ihrer Eingemeindung in die Gemeinde Kirchlinteln hatten Kreepen und Brammer einen gemeinsamen Bürgermeister. Der letzte Bürgermeister war Hinrich Bunke (1897–1979) dem die Dorfgemeinschaft u. a. noch den Bau einer Kapelle auf dem Friedhof verdankt.
Heute hat die Ortschaft Kreepen, wie alle anderen 17 Ortschaften der Gemeinde, einen ehrenamtlichen Ortsvorsteher.
Am 1. Juli 1972 wurde Kreepen in die Gemeinde Kirchlinteln eingegliedert.

## Politik
Die Ortsvorsteherin ist Karin Wiedemann (CDU).

## Kultur und Sehenswürdigkeiten
In einem Moor der Lintelner Geest südwestlich von Kreepen bei Brammer wurde am 12. Juni 1903 im Bereich einer Wüstung die Moorleiche Mann von Kreepen entdeckt. In eine Holzkiste verpackt, wurde sie an das Museum für Völkerkunde nach Berlin übersandt. Bei den Bombenangriffen auf Berlin während des Zweiten Weltkriegs ging die Leiche verloren. Im Moormuseum Elisabethfehn ist ein Haarbüschel der "Moorleiche von Brammer" ausgestellt.

### Grünflächen und Naherholung
- Der idyllische Brammer See bietet Naturfreunden einen erholsamen Ort.
- Die Wiehekuhle in Brammer ist eine runde, fast acht Meter tiefe, trockene Senke mit etwa 200 Metern Durchmesser, deren Ursprung bis heute ungeklärt ist.[3]

### Sport
Der Schützenverein Kreepen-Brammer e. V. wurde 1901 gegründet und hat 93 Mitglieder (Stand Oktober 2021). Der Verein verfügt derzeit über einen Schießstand mit vier 50-Meter-Kleinkaliber-Ständen und einem überdachten 10-Meter-Luftgewehrstand mit fünf elektrischen Zuganlagen.
Er ist Mitglied im Kreisschützenverband Verden (KSV Verden) und im Arbeitskreis Kirchlintler Sportvereine (AKS). Daneben ist er organisiert in der Pokalgemeinschaft Geest und in der Wedehofpokalgemeinschaft.
Geschossen wird mit dem Luftgewehr, Luftpistole, Kleinkaliber und Sportpistole.